# Huangshui, Chongqing
Huangshui (kinesiska: 黄水) är en köping i sydvästra Kina. Den ligger i Shizhu härad i storstadsområdet Chongqing,  omkring 190 kilometer nordost om det centrala stadsdistriktet Yuzhong. Antalet invånare är 13 563. Befolkningen består av 6 169 kvinnor och 7 394 män. Barn under 15 år utgör 19,0 %, vuxna 15-64 år 72 %, och äldre över 65 år 8,0 %.